# Биддл, Адриан
Адриа́н Биддл (англ. Adrian Biddle; 20 июля 1952 года, Вулидж, Лондон, Великобритания — 7 декабря 2005 года, Лондон) — британский английский кинооператор, член Британского общества кинематографистов
Брат кинооператора Адама Биддла.

## Фильмография
- 1969 — На секретной службе Её Величества / On Her Majesty’s Secret Service (в титрах не указан)
- 1969 — Капитан Немо и подводный город / Captain Nemo and the Underwater City (в титрах не указан)
- 1971 — Война Мёрфи / Murphy’s War
- 1971 — Когда пробьёт восемь склянок / When Eight Bells Toll (в титрах не указан)
- 1976 — Nouvelles de Henry James (сериал, один эпизод)
- 1977 — Дуэлянты / The Duellists
- 1986 — Чужие / Aliens
- 1987 — Принцесса-невеста / The Princess Bride
- 1988 — Уиллоу / Willow
- 1988 — Заря / The Dawning
- 1989 — Долговязый / The Tall Guy
- 1991 — Тельма и Луиза / Thelma & Louise
- 1992 — 1492: Завоевание рая / 1492: Conquest of Paradise
- 1994 — Городские пижоны 2: Легенда о золоте Кёрли / City Slickers II: The Legend of Curly’s Gold
- 1995 — Судья Дредд / Judge Dredd
- 1996 — 101 далматинец / 101 Dalmatians
- 1997 — Свирепые создания / Fierce Creatures
- 1997 — Мясник / The Butcher Boy
- 1997 — Сквозь горизонт / Event Horizon
- 1998 — Святоша / Holy Man
- 1999 — Мумия / The Mummy
- 1999 — И целого мира мало / The World Is Not Enough
- 2000 — Вес воды / The Weight of Water
- 2000 — Гангстер № 1 / Gangster No. 1
- 2000 — 102 далматинца / 102 Dalmatians
- 2001 — Мумия возвращается / The Mummy Returns
- 2002 — Власть огня / Reign of Fire
- 2003 — Шанхайские рыцари / Shanghai Knights
- 2004 — Законы привлекательности / Laws of Attraction
- 2004 — Бриджит Джонс: Грани разумного / Bridget Jones: The Edge of Reason
- 2005 — Призрак Красной реки / An American Haunting
- 2006 — V — значит вендетта / V for Vendetta
- 2006 — Основной инстинкт 2 / Basic Instinct 2

## Награды и номинации

### Победы
- European Film Awards
  - 1998 — Лучший кинооператор (за фильм «Мясник»)

### Номинации
- Британское общество кинематографистов
  - 1991 — Лучшая операторская работа (за фильм «Тельма и Луиза»)
  - 1992 — Лучшая операторская работа (за фильм «1492: Завоевание рая»)
- BAFTA
  - 1992 — Лучшая операторская работа (за фильм «Тельма и Луиза»)
- «Оскар»
  - 1992 — Лучшая операторская работа (за фильм «Тельма и Луиза»)